# Dalj
Dalj (srp. ćir. Даљ; mađ. Dálya; njem. Dallia) je selo na Dunavu, u blizini ušća Drave u Dunav, u općini Erdut (Osječko-baranjska županija, Hrvatska).

## Stanovništvo
Prema popisu iz 2001. godine, Dalj ima 4689 stanovnika koji žive u 1661 domaćinstvu.

Prema popisu stanovništva 2011. godine naselje je imalo 3937 stanovnika.
| broj stanovnika | 4449  | 5006  | 5147  | 5737  | 5900  | 6088  | 5491  | 5922  | 5575  | 5625  | 6288  | 6303  | 6023  | 5515  | 4689  | 3937  | 2877  |
|                 | 1857. | 1869. | 1880. | 1890. | 1900. | 1910. | 1921. | 1931. | 1948. | 1953. | 1961. | 1971. | 1981. | 1991. | 2001. | 2011. | 2021. |

## Zemljopis
Dalj je smješten je na desnoj obali Dunava, u mikroregiji Erdutske kose, na nadmorskoj visini od 89 m. Prostire se na površini od 67,75 km2, a gustoća naseljenosti je 69 st/km2.
Dijelovi naselja su: Banjkaš, Grabovac, Lipovača Daljska, Lovas Daljski, Marinovci, Mišino Brdo, Nizbrdice, Novi Dalj, Planina Daljska (Dalj planina), Pogled, Poloj, Propast, Stari Dalj, Škilja, Šušnjar Daljski, Vodica i Zurilo.

## Gospodarstvo
Gospodarsku osnovu čine poljodjelstvo, vinogradarstvo, stočarstvo (stočarska farma), trgovina i obrti (aluminijska bravarija, vulkanizer, pilana).

## Ustanove
U Dalju postoji osnovna škola, s oko 400 učenika, srednja škola s oko 70 učenika, narodna knjižnica s fondom od oko 12.000 knjiga, sjedište Osječkopoljske i baranjske eparhije Srpske pravoslavne crkve, ambulante opće i stomatološke medicine Doma zdravlja Osijek, poštanski ured HP-PS Osijek, policijska postaja, benzinska postaja.

## Kulturne građevine

### Religija
U Dalju se nalaze pravoslavna crkva Svetog Dimitrija, izgrađena 1715. godine i katolička crkva Svetog Josipa izgrađena 1912. godine. Katolička crkva potpuno je razorena tijekom Domovinskog rata, da bi bila obnovljena 2004. godine. U Dalju se nalazi i Patrijaršijski dvor – ljetna rezidencija srpskih patrijarha, izgrađena sredinom 18. st. s pripadajućom parkovnom cjelinom iz sredine 19. st. Na Dalj planini se nalazi pravoslavni manastir Uznesenja Presvete Bogorodice (manastir Dalj planina, manastir Vodica).

### Ostalo
Zajedničkim naporima vlada Republike Hrvatske i Republike Srbije, obnovljena je rodna kuća srpskog znanstvenika Milutina Milankovića.

## Povijest

### Prapovijest
Na temelju sve brojnijih i uspješnijih arheoloških istraživanja o kontinuitetu naseljenosti u istočnoj Hrvatskoj možemo svjedočiti o razdoblju duljem od sedam tisuća godina. Stare kulture i mnogi narodi nastanjivali su praktički sve dijelove Slavonije, a najrazvijenije kulture stvarane su osobito na istočnohrvatskoj lesnoj zaravni. Dakle, istočna Slavonija i zapadni Srijem, odnosno prostor između Drave, Save i Dunava središte je vrlo razvijene naseljenosti i starih kultura-osobito od neolitika do brončanih i željeznih pretpovijesnih doba. U tom je prostoru nastalo pravo bogatstvo antičkih (rimskih) spomenika, s razvijenom mrežom naseljenosti i puteva.
Daljska kulturna grupa se prvi put spominje u brončanom dobu (od 1350. – 1100. godine prije Krista), koja seže i u mlado razdoblje. Na pragu željeznog doba (od 800. godina prije Krista) ističu se nalazi s lokaliteta Lijeva bara (Vukovar), Dalj, Šarengrad, Ilok i drugih. Naseljenost je značajno poboljšana tijekom halštata (starije željezno doba) i osobito u latenu (mlado 
željezno doba).
U zagrebačkom, osječkom i berlinskom muzeju čuvaju se važni nalazi s područja Dalja, posebno iz razdoblja tzv. Daljske kulture (X.-III. St. Pr. Kr.) te iz antičkog i srednjovjekovnog razdoblja.

### Rimsko doba
U vrijeme jačanja Rimskog Carstva u susjedstvu, na slavonskim se prostorima javljaju brojna plemena prastanovnika ovih prostora Ilira i Tračana te od 4. stoljeca pr. Kr. i Kelta. Početkom 1. stoljeća, u doba cara Oktavijana, Rimljani zauzimaju Panoniju i postavljaju granicu na Dunavu. Rimska kultura je izmijenila prilike u ovim krajevima. Tada je stvorena mreža naselja povezana cestama, koja je imala snažan utjecaj na kasniji razvoj i naseljenost, sve do dana današnjega. Bila je to visoka kultura u odnosu na autohtonu, koja je pridonijela stvaranju novog načina života i afirmirala viši stupanj kulture i osobito graditeljstva.
Na temelju mnogih arheoloških nalaza te rimskih izvora i dokumenata (Ptolomejova Geografija i zemljovid Tabula Peuntingeriana), Dalj se spominje pod rimskim imenom Teutoburgium kao naselje koje se nalazilo na jednom od četiri glavna pravca ka Dalmaciji. Smjer nizinom Drave počinje u Poetoviji prolazi kroz Aquiae Iasae (Varaždinske Toplice), Ioviae Botivo (Ludbreg) i završava u Mursi (Osijek), protežući se dalje na jugoistok uz Dunav (Teutoburgium, današnji Dalj).
Vidljivih rimskih ostataka graditeljstva u istočnoj Hrvatskoj danas gotovo i nema, ali su vrlo brojna arheološka nalazišta. Primjenom znamenite rimske cigle graditeljstvo je imalo visoke domete, a kultura stanovanja bila je vrlo visoka. To se odnosi i na komunalnu infrastrukturu u rimskim gradovima pa i u manjim naseljima.

### Raspad Rimskog Carstva
Velike etničke promjene najavio je prodor Huna iz Azije potkraj 4. stoljeća, razaraju Mursu (Osijek). 395. godine Rimsko Carstvo se raskoljuje na Istočno i Zapadno, a glavni trgovački putevi između njih su dobrim dijelom vodili i preko ovih krajeva. U 5. stoljeću s istoka provaljuju Gepidi i Goti. Zajedno s konjaničkim narodom Avara krajem 6. i početkom 7. stoljeća iz Azije i istočne Europe doseljavaju se i Slaveni. Od 798. godine našim krajevima gospodare Franci, a krajem 9. i početkom 10. stoljeća sjevernije od naših krajeva doseljavaju Ugri (Mađari).

### Vladavina Turaka
Prije Turaka Dalj je bio je malo selo u posjedu lokalnih plemića. Južnije od sela postojalo je tada selo Jama sa župnom crkvom. To selo je stradalo 1526. godine u turskoj invaziji. Sačuvala se samo njegova župna crkva, koju su kasnije prihvatili daljski katolici. Turci su brzo uočili pogodnosti zemljopisnog položaja Dalja i zato ga nastojali povećati: naselili su oko dvjesto muslimanskih obitelji iz Bosne i pedesetak obitelji pravoslavnih Vlaha. Daljski muslimani bili su uglavnom posjednici okolnoga zemljišta, zatim obrtnici i trgovci, dok su Vlasi i Hrvati bili zemljoradnici. Oko 1550. god. daljski su Mađari prihvatili kalvinizam. Prema popisu turskih sela na daljskom području, u Dalju je 1579. god. bilo 107 naseljenih kuća, dok se za susjednu Jamu tvrdi da je pusta. Kršćana je u Dalju bilo svega osam obitelji, od kojih se pet nazivalo Došlac.
Kroz Dalj je 1663. god. proputovao turski putopisac Evlija Ćelebija od koga potječe onodobno izvješće. Dalj je bio tipična turska kasaba u obliku četverokuta. Unutar bedema nalazila se veća džamija, mesadžid, hamam, han i osamdeset kuća. U mjestu je bilo pedeset trgovina i pedeset vojnika, a naokolo naselja prostirali su se vrtovi, šljivici i vinogradi.

### Pod Austro-Ugarskom
Dalj je oslobodila kršćanska vojska u jesen 1687. godine. Prije toga, muslimansko i vlaško stanovništvo napustilo je mjesto. Nakon oslobođenja, Dalj je potpao pod upravu Bečke dvorske komore. Od 1690. godine u Dalj su počeli stizati novi doseljenici iz Srijema, Bačke, Mačve i Bosne. Do 1697. godine doselilo se 49 obitelji. Josip I. dao je, 1706. godine, Dalj s okolicom srpskom patrijarhu Arseniju Čarnojeviću kao imanje za izdržavanje patrijaršije. Kada su se 1726. godine Beogradska i Srijemsko-karlovačka mitropolija spojile, oduzeo je bečki dvor daljsko vlastelinstvo Srpskoj patrijaršiji. Prilikom popisa 1736. godine, Dalj se po broju stanovnika upeterostručio i imao je 220 kuća s nekoliko ulica i više nije nalikovao dotadašnjem selu. Novi izgled davali su mu njegovi stanovnici među kojima je bilo mnogo obrtnika, trgovaca i vlastelinskih činovnika. Dalj se i tijekom 19. stoljeća stalno uvećavao. Do 1866. godine bilo je u njemu 809 naseljenih kuća s 4449 stanovnika, Srba je bilo 3125, Hrvata 1309, Mađara 35 i ostalih 15.
Upravo iz tog post-turskog razdoblja potječu dva najznačajnija kulturno-povijesna spomenika Dalja. Pravoslavna crkva Sv. Dimitrija, koja se nalazi u središtu Dalja, a sagrađena je već 1715. godine. To je jednobrodna građevina razmjerno velikih dimenzija koja posjeduje i dio vrijednog baroknog i postbaroknog unutrašnjeg inventara. Patrijaršijski dvor sagrađen je dvadeset godina prije formalnog osnivanja daljske patrijaršije – dakle 1828. godine. To je prizemna klasicistička gradevina građena u ključ. Segmentno izdvojen rizalit bez prozora završava trokutnim zabatom, a drveni ulazni portik zamašnih dimenzija izrezbaren ju u karakterističnoj ornametici svoga doba.

### Početak Domovinskog rata
2. travnja 1991. srpski pobunjenici postavljaju prve cestovne barikade u istočnoj Slavoniji na cestama koje spajaju Vukovar s Vinkovcima, Osijekom i Daljem. Tzv. Srpsko nacionalno vijeće proglašava pripajanje Slavonije i Baranje Srbiji.
1. kolovoza 1991. u ranim jutarnjim satima srpski pobunjenici su uz pomoć JNA (koja se napadom topništvom na postaju hrvatske policije po prvi put u sukobu otvoreno svrstala na srpsku stranu) žestoko napali policajce, gardiste i pripadnike civilne zaštite koji su se nalazili u zgradi policije, tražeći njihovu predaju. Nakon gotovo desetosatne opsade – pucanja po okruženoj zgradi, čak i iz tenkova – postaja je zauzeta i svi koji nisu ubijeni u opsadi, likvidirani su odmah potom, i to 20 policajaca, 15 pripadnika Zbora narodne garde i četiri člana Civilne zaštite, koji su i izmasakrirani. Tisuće hrvatskih civila iz Aljmaša, Dalja i Erduta bježe pred srpskim paravojnim postrojbama u Osijek.
17. kolovoza 1991. nakon masakra nad Hrvatima u selu Dalju, pronađeno tijelo hrvatskog novinara Stjepana Penića.

## Poznate osobe
- Božidar Maslarić, političar i narodni heroj Jugoslavije
- Milutin Milanković, geofizičar, astronom i građevinski inženjer
- Đorđe Ocić, književnik
- Ivan Stančić, glazbenik, producent i akademski slikar
- Danica Tomić, pilotkinja
- Vikentije Vujić, episkop Srpske pravoslavne Crkve

## Šport
- NK Dunav Dalj (3. ŽNL Osječko-baranjska, 2008./09.)
- NK Radnički Dalj (3. ŽNL Osječko-baranjska, 2008./09.)
- Teutoburgium Pitbulls Dalj, klub američkog nogometa, Prva liga Hrvatske (CFL 2010.)[7]

## Udruge
- nevladina udruga "Građanska organizacija razvoja Dalja – GORD"
- Udruga žena Dalj
- Udruga umjetnika i ljubitelja likovne umjetnosti "Leonardo"
- Hrvatska udruga Majpan
- Matica umirovljenika
- Ekološka udruga "Eko Centar Dalj"
- Volonterski centar Dalj
- Dalj Wireless
- Radio klub "Dario Dujmović" 9A1CRD

## Vanjske poveznice
- Općina Erdut: Dalj  Arhivirana inačica izvorne stranice od 1. ožujka 2012. (Wayback Machine)
- Općina Erdut: Nevladine udruge  Arhivirana inačica izvorne stranice od 11. rujna 2010. (Wayback Machine)
- GORD  Arhivirana inačica izvorne stranice od 2. travnja 2012. (Wayback Machine)
- HIC: Kronologija Domovinskog rata u Podunavlju  Arhivirana inačica izvorne stranice od 22. lipnja 2012. (Wayback Machine)